# 布西亚半岛

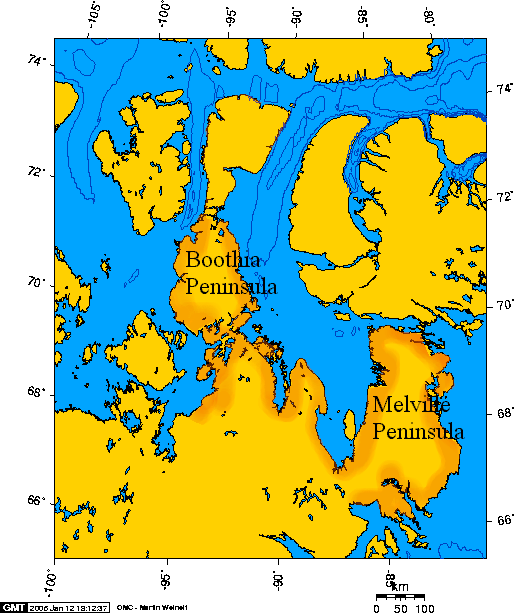
Boothia and Melville peninsulas, Nunavut, Canada.

布西亚半岛（英語：Boothia Peninsula）是加拿大近北极地区的一个半岛，其北端为北美大陆的最北端。其北端为贝洛特海峡。该半岛得名于费利克斯·布思(Felix Booth)的名字，由苏格兰探险家约翰·罗斯于1829年取名，因费利克斯·布思曾赞助罗斯的探险活动。